# Szürkebálnák
A szürkebálnák (Eschrichtius) az emlősök (Mammalia) osztályának párosujjú patások (Artiodactyla) rendjébe, ezen belül a szürkebálnafélék (Eschrichtiidae) családjába tartozó típusnem.

## Rendszerezés
A nembe az alábbi 1 élő faj és 1 fosszilis faj tartozik:
- †Eschrichtius akishimaensis Kimura, Hasegawa & Kohno, 2017 - kora pleisztocén; Japán[1]
- szürke bálna (Eschrichtius robustus) Lilljeborg, 1861 - típusfaj

## Fordítás
- Ez a szócikk részben vagy egészben  az   Eschrichtius című angol Wikipédia-szócikk ezen változatának fordításán alapul.  Az eredeti cikk szerkesztőit annak laptörténete sorolja fel. Ez a jelzés csupán a megfogalmazás eredetét és a szerzői jogokat jelzi, nem szolgál a cikkben szereplő információk forrásmegjelöléseként.